# 安徽省图书馆
安徽省图书馆为中华人民共和国国家一级图书馆、全国古籍重点保护单位，前身为创立于1913年2月的安徽省立图书馆，1953年4月以原皖北区合肥图书馆为基础重新建馆，馆址位于合肥市包河区逍遥津公园西侧，1962年12月迁至合肥市包河区芜湖路74号现址，其中1958年建成的主楼采用苏式建筑风格，并覆以仿古式歇山顶。该馆现馆藏文献297万（册）件，其馆藏以徽州文献为特色。

## 公交

### 地铁
█ 1号线包公园站
 █ 2号线四牌楼站
 █ 8号线四牌楼站
 █ 9号线包公园站

### 公交
| 公交编号 | 车站名称（位置）       | 开往方向                    |
| -------- | ---------------------- | --------------------------- |
| 6        | 大钟楼东（芜湖路北侧） | 安居苑东↔水东路             |
| 801      | 大钟楼东（芜湖路北侧） | 市府广场西↔滨湖国家森林公园 |
| 119      | 大钟楼东（芜湖路北侧） | 省电气学校↔合肥火车站       |
| 154      | 大钟楼东（芜湖路北侧） | 安医站↔王岗路公交站         |
| 109      | 大钟楼东（芜湖路北侧） | 淮北路公交站↔望铜路公交站   |
| 17       | 大钟楼东（芜湖路北侧） | →万科森林公园               |